# Jędrychowo (gromada)
Jędrychowo – dawna gromada, czyli najmniejsza jednostka podziału terytorialnego Polskiej Rzeczypospolitej Ludowej w latach 1954–1972.
Gromady, z gromadzkimi radami narodowymi (GRN) jako organami władzy najniższego stopnia na wsi, funkcjonowały od reformy reorganizującej administrację wiejską przeprowadzonej jesienią 1954 do momentu ich zniesienia z dniem 1 stycznia 1973, tym samym wypierając organizację gminną w latach 1954–1972.
Gromadę Jędrychowo z siedzibą GRN w Jędrychowie utworzono – jako jedną z 8759 gromad na obszarze Polski – w powiecie suskim w woj. olsztyńskim na mocy uchwały nr 26 WRN w Olsztynie z dnia 4 października 1954. W skład jednostki weszły obszary dotychczasowych gromad Jędrychowo, Trupel i Wola oraz miejscowość Mozgowo z dotychczasowej gromady Mozgowo ze zniesionej gminy Jędrychowo w tymże powiecie. Dla gromady ustalono 14 członków gromadzkiej rady narodowej.
1 stycznia 1959 powiat suski przemianowano na powiat iławski.
Gromadę zniesiono 22 grudnia 1971, a jej obszar włączono do gromad: Biskupiec (miejscowość Trupel), Kisielice (miejscowości Augustynowo, Jędrychowo, Ogrodzieniec i Wola)  i Ząbrowo (miejscowość Mózgowo) w tymże powiecie.